# Karin Kienhuisová
Karin Josephina Maria Kienhuis , (* 24. února 1971 Almelo, Nizozemsko) je bývalá reprezentantka Nizozemska v judu.

## Sportovní kariéra
Judu se věnovala v Groningenu. V polotěžké váze patřila po celou kariéru k širší světové špičce a dvakrát se účastnila olympijských her (1996, 2000). V obou případech skončili její šance v úvodních kolech.

## Výsledky

### Váhové kategorie
| Turnaj             | 1993           | 1994           | 1995           | 1996           | 1997           | 1998           | 1999           | 2000           | 2001           |
| Turnaj             | 22             | 23             | 24             | 25             | 26             | 27             | 28             | 29             | 30             |
| Turnaj             | polotěžká váha | polotěžká váha | polotěžká váha | polotěžká váha | polotěžká váha | polotěžká váha | polotěžká váha | polotěžká váha | polotěžká váha |
| ------------------ | -------------- | -------------- | -------------- | -------------- | -------------- | -------------- | -------------- | -------------- | -------------- |
| Olympijské hry     |                |                |                | úč.            |                |                |                | úč.            |                |
| Mistrovství světa  | úč.            |                | 7.             |                | 7.             |                | 5.             |                | —              |
| Mistrovství Evropy | 3.             | 7.             | úč.            | 2.             | 3.             | 2.             | úč.            | úč.            | —              |

### Bez rozdílu vah
| Turnaj             | 1993 | 1994 | 1995 | 1996 | 1997 | 1998 | 1999 | 2000 | 2001 |
| Turnaj             | 22   | 23   | 24   | 25   | 26   | 27   | 28   | 29   | 30   |
| ------------------ | ---- | ---- | ---- | ---- | ---- | ---- | ---- | ---- | ---- |
| Mistrovství Evropy | —    | —    | —    | —    | —    | —    | —    | —    | 7.   |